# ۱۱ دلو
۱۱ دلو یک ستاره است که در صورت فلکی دلو قرار دارد.